# Conwy Suspension Bridge
De Conwy Suspension Bridge is een brug in Groot-Brittannië over de rivier de Conwy nabij de gelijknamige stad. De brug is gebouwd door Thomas Telford als onderdeel van de wegverbinding tussen Londen en de havenstad Holyhead, tegelijkertijd met de veel grotere Menai Suspension Bridge. Het was de eerste oeververbinding over de Conwy.
De brug werd gebouwd in 1822-1826 voor een bedrag van £ 51.000 en verving een veerboot op hetzelfde punt. De brug loopt vlak langs Conwy Castle, dat nu op de Werelderfgoedlijst staat. Daarvan was in de 19e eeuw geen sprake, en er werd een deel van het kasteel gesloopt om de kabels van de brug in de rots te kunnen verankeren. Wel werden de landhoofden en torens van de brug ontworpen in dezelfde stijl als het kasteel. Het oorspronkelijke houten dek werd aan het eind van de 19e eeuw vervangen door een ijzeren dek en in 1903 werd de brug versterkt met extra draadkabels boven de oorspronkelijke ijzeren kettingen.
De Conwy Suspension Bridge ligt tussen de Conwy Railway Bridge uit 1848 en een 20e-eeuwse verkeersbrug. 
Oorspronkelijk liep de nationale route A55 over deze brug. Tegenwoordig loopt deze weg, inmiddels een autosnelweg, door een tunnel onder de Conwy, enkele honderden meters noordelijk van de oude brug.
De brug is sinds 1965 onderdeel van het National Trust. De brug is alleen voor voetgangers en fietsers toegankelijk. Het is een Grade I monument.

## Galerij

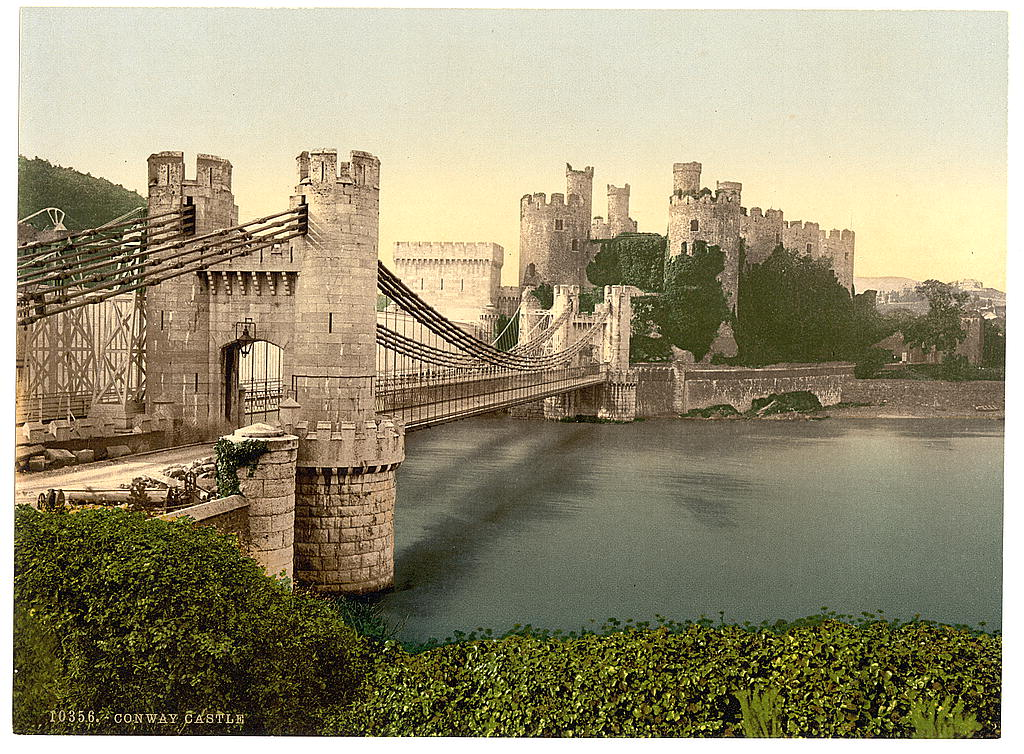
Oude foto van de brug met Conwy Castle op de achtergrond
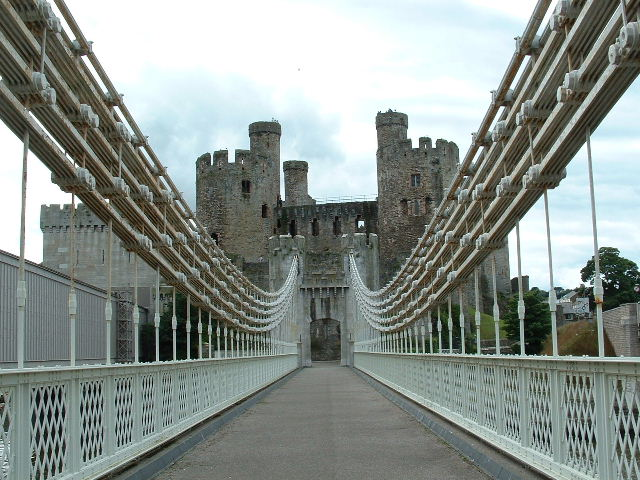
Wegdek van de brug
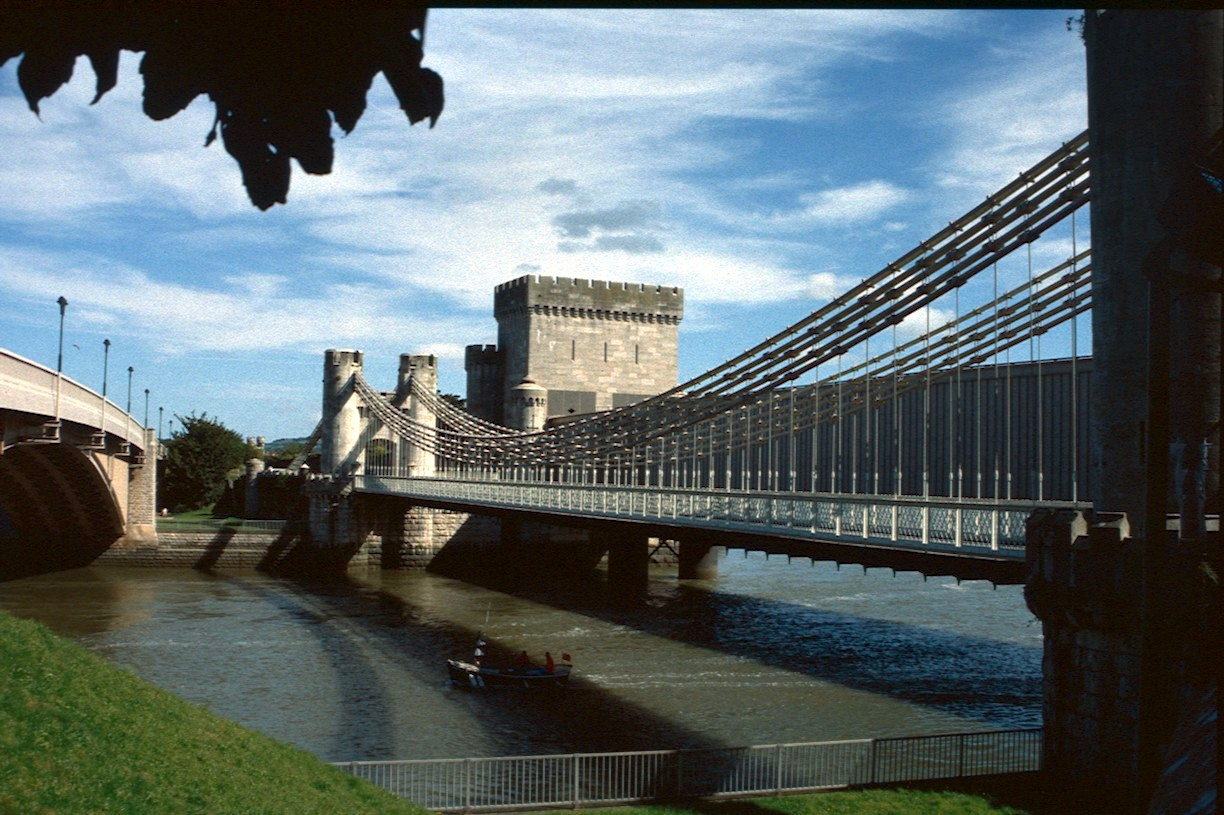